# Austro-Daimler (бронеавтомобіль)

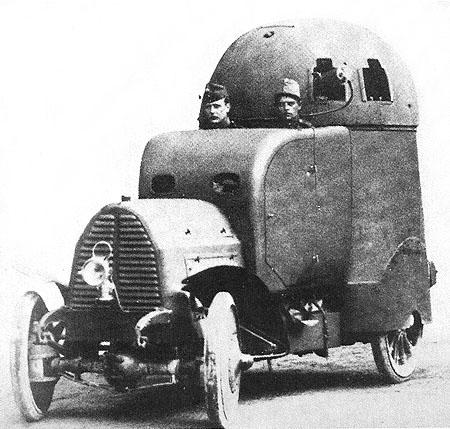
Панцирник з двома кулеметами. 1906

Панцирник Austro-Daimler (нім. Austro-Daimler Panzerwagen) виготовили на заводі компанії Austro-Daimler у Нойштадті Відня. Він був першим колісним панцирником з приводом на всі колеса, створеним на основі вантажного автомобіля з баштою з кутом обертання 360 градусів. Панцирник Austro-Daimler став прототипом для колісних панцирників всіх країн періоду 1-ї світової війни.
З 1904 розробку панцирника розпочав офіцер-резервіст австро-угорського війська, технічний керівник компанії Austro-Daimler Пауль Даймлер — старший син Готтліба Даймлера. Дослідний екземпляр панцирника збудували до наступного року на заводі у Нойштадті Відня. його показали представникам збройних сил Австро-Угорщини і Німеччини. Корпус був повністю захищений панцирними листами, а кулемет знаходився у сферичній башті з кутом обертання 360°. На маневрах 1906 цісар Франц Йосиф I зауважив, що шум мотору лякатиме кавалерійських коней і він не має майбутнього. Пауль Даймлер розробив проект встановлення у башті двох кулеметів.
На панцирник встановили карбюраторний 4-циліндровий рядний мотор Daimler водяного охолодження. При об'ємі 4410 см³ він розвивав потужність 40 к.с. при 1050 об./хв. Дякуючи приводу на всі колеса він міг пересуватись по ґрунтових дорогах, м'яких ґрунтах. Передні колеса прикривали панцирні ковпаки. У залежній підвісці використовували поздовжні листові ресори.
Панцирні листи товщиною 3-4 мм захищали від пострілів з гвинтівок, кулеметів з відстані понад 100 м. Листи закріплювали заклепками каркаса з кутників. Частина листів мала сферичну чи гнуту форму. Жалюзі захищали радіатор і захищали його від куль. У кабіні розміщувались командир і водій. На полі бою вони могли використовувати лючки у листі перед ними, а на марші визирати з верхнього люку, для чого їхні сидіння могли піднімати на 30,5 см позаду розміщувався кулеметник. Загалом екіпаж міг складатись з 4-5 осіб.